# ZF Friedrichshafen AG
ZF Friedrichshafen AG — автомобільний концерн-постачальник. Товарообіг концерну в 2003 році становив 8,9 млрд євро, що дозволило йому зайняти третє місце в рейтингу найбільших постачальників автомобільної промисловості Німеччини. У 2004 році товарообіг ZF досяг 9 900 000 000 євро, а чисельність працюючих на 125 підприємствах в 26 країнах — 54,5 тис. чоловік. У 2010 році товарообіг ZF досяг 12900 000 000 євро, а чисельність працюючих — 64,6 тис. чоловік. ZF входить до числа 15 найбільших постачальників автомобільної промисловості в світі.
Абревіатура ZF означає «Zahnrad Fabrik» («Фабрика зубчастих коліс»).
У Німеччині концерн ZF представлений наступними трьома найголовнішими (але далеко не єдиними) філіями, кожна з яких відповідає за свою сферу діяльності:
- Власне ZF Friedrichshafen (Фрідріхсгафен) — головне підприємство і штаб-квартира концерну; завод з виробництва шасі і коробок перемикання передач для комерційних / вантажних транспортних засобів;
- ZF Passau (Пассау) — два заводи з виробництва коробок перемикання передач для будівельно-дорожньої техніки і мостів для будівельно-дорожньої техніки та автобусів;
- ZF Saarbruecken (Саарбрюккен) — шасі і коробки перемикання передач для легкових автомашин.

Також до складу концерну ZF Group входять підприємства таких відомих торгових марок, як «Boge», «Sachs», «Steyr», «Lemfoerder» і багато інших.